# Joe Biden
Joseph (Joe) Robinette Biden jr. (Scranton, Pennsylvania, 20 november 1942) is een Amerikaans politicus en was van 20 januari 2021 tot 20 januari 2025 de 46e president van de Verenigde Staten. Biden is lid van de Democratische Partij en diende eerder als de 47e vicepresident van de Verenigde Staten onder president Barack Obama van 2009 tot 2017 en daarvoor als senator voor de staat Delaware van 1973 tot 2009.
Biden groeide op in Scranton in de staat Pennsylvania en New Castle County in de staat Delaware en studeerde aan de University of Delaware alsvorens een rechtendiploma te behalen aan de Universiteit van Syracuse in 1968. Nadat hij in 1970 werd verkozen tot raadslid in New Castle County werd hij de op vijf na jongste senator uit de Amerikaanse geschiedenis toen hij voor Delaware werd verkozen in de Senaat in 1972. Hij zetelde lange tijd in de Amerikaanse Senaatscommissie voor Buitenlandse Zaken en was uiteindelijk ook voorzitter van deze commissie. Hij was een tegenstander van de Golfoorlog van 1990-1991 maar steunde de uitbreiding van de NAVO in Oost-Europa en diens interventie in de Joegoslavische oorlogen in de jaren 1990. Hij steunde een resolutie die toestemming gaf voor de Irakoorlog in 2002 maar verzette zich tegen het uitsturen van meer troepen in 2007. Hij was ook voorzitter van de Amerikaanse Senaatscommissie voor Justitie van 1987 tot 1995 waar hij werkte rond drugsbeleid, criminaliteitspreventie en burgerlijke vrijheden. Hij was een van de geestelijke vaders van de Violent Crime Control and Law Enforcement Act en de Violence Against Women Act en leidde de hoorzittingen van zes rechters in het Hooggerechtshof van de Verenigde Staten, waaronder de omstreden hoorzittingen van Robert Bork en Clarence Thomas. In 1988 en 2008 was hij zonder succes kandidaat in de Democratische voorverkiezingen voor de presidentsverkiezingen.
Biden werd zesmaal herverkozen als senator en was de op drie na langstzittende senator toen hij in 2009 ontslag nam om te dienen als Barack Obama's vicepresident nadat zij de presidentsverkiezingen van 2008 hadden gewonnen. Obama en Biden werden herverkozen in 2012. Als vicepresident overzag hij de investeringen in infrastructuur om de kredietcrisis tegen te gaan. Zijn onderhandelingen met de Republikeinen in het Amerikaans Congres leidde tot de goedkeuring van nieuwe wetgeving, waaronder de 2010 Tax Relief Act, de Budget Control Act of 2011 als reactie op de staatsschuldencrisis van de Verenigde Staten van 2011 en de American Taxpayer Relief Act van 2012. Hij zette zich tevens in voor de goedkeuring van het New START-verdrag met Rusland en steunde de militaire interventie in Libië en de terugtrekking van de Amerikaanse troepen uit Irak in 2011. Na de schietpartij op de Sandy Hook Elementary School op 14 december 2012 leidde hij een taskforce tegen wapengeweld. In 2017 kende Obama hem de Presidential Medal of Freedom met onderscheiding toe.
In april 2019 kondigde Biden zijn kandidatuur aan voor de presidentsverkiezingen van 2020. Nadat hij in juni 2020 voldoende gedelegeerden achter zich kreeg om de Democratische nominatie binnen te halen, kondigde hij in augustus 2020 aan dat hij Kamala Harris uit Californië had gekozen als running mate. Hij won vervolgens de verkiezingen op 3 november 2020 van de zittende Republikeinse president Donald Trump, die zelf weigerde Bidens overwinning te erkennen. Op 23 november heeft de General Services Administration (GSA) aan Biden de faciliteiten toegekend die toekomen aan een president-elect. In een op 6 januari aangevangen zitting die geschorst moest worden nadat pro-Trump aanhangers het Capitool in Washington D.C. hadden bestormd werd in de enkele uren later aangevangen voortzetting de verkiezingsuitslag op 7 januari om 4 uur 's nachts EST bekrachtigd door het Congres, onder voorzitterschap van de toenmalige vicepresident Mike Pence. Biden is daardoor op 20 januari 2021 geïnaugureerd als 46e president van de Verenigde Staten. Op 21 juli 2024 trok hij zich terug als kandidaat voor een tweede termijn als president van de VS.

## Biografie

### Jonge jaren (1942-1965)
Joseph Robinette Biden jr. werd geboren op 20 november 1942 in het St. Mary's Hospital in Scranton, in het noordoosten van Pennsylvania, als zoon van Catherine Eugenia 'Jean' Biden (geboren Finnegan) (1917-2010) en Joseph Robinette Biden sr. (1915-2002). Na hem werden in dit katholieke gezin nog een dochter en twee zoons geboren. Jean was van Ierse afkomst, met afstamming die teruggaat tot County Louth en County Londonderry. De ouders van Joe's vader waren Mary Elizabeth (geboren Robinette) and Joseph H. Biden, een zakenman uit Baltimore, Maryland. Zij waren van Engelse, Franse en Ierse afkomst.
Bidens vader was aanvankelijk welgesteld maar kende financiële moeilijkheden in de periode waarin Joe Biden werd geboren. Het gezin leefde meerdere jaren in bij Joe's grootouders aan moederszijde. Gedurende de jaren 1950 geraakte Scranton in economisch verval en kon Bidens vader geen vast werk vinden. Begin 1953 verhuisde zijn gezin naar een appartement in Claymont, Delaware en later naar een woning in Wilmington, eveneens in Delaware. Aldaar werd Bidens vader een succesvol autoverkoper, waardoor het gezin een levensstijl uit de middenklasse kon behouden.
Tijdens zijn schooltijd aan de Archmere Academy in Claymont was Biden lid van het schoolvoetbalteam. Hij studeerde er af in 1961. Vervolgens studeerde hij aan de University of Delaware in Newark, waar hij in 1965 een Bachelor of Arts behaalde met een major in geschiedenis en politieke wetenschappen en een minor in Engels. In de puntenrangschikking van de studenten was hij 506e op 688 studenten.
Als kind was Biden een stotteraar, maar dit verbeterde in zijn vroege twintiger jaren. Zelf gaf Biden aan zijn gestotter te hebben kunnen verminderen door poëzie op te zeggen voor de spiegel.

### Vroege carrière (1966-1972)

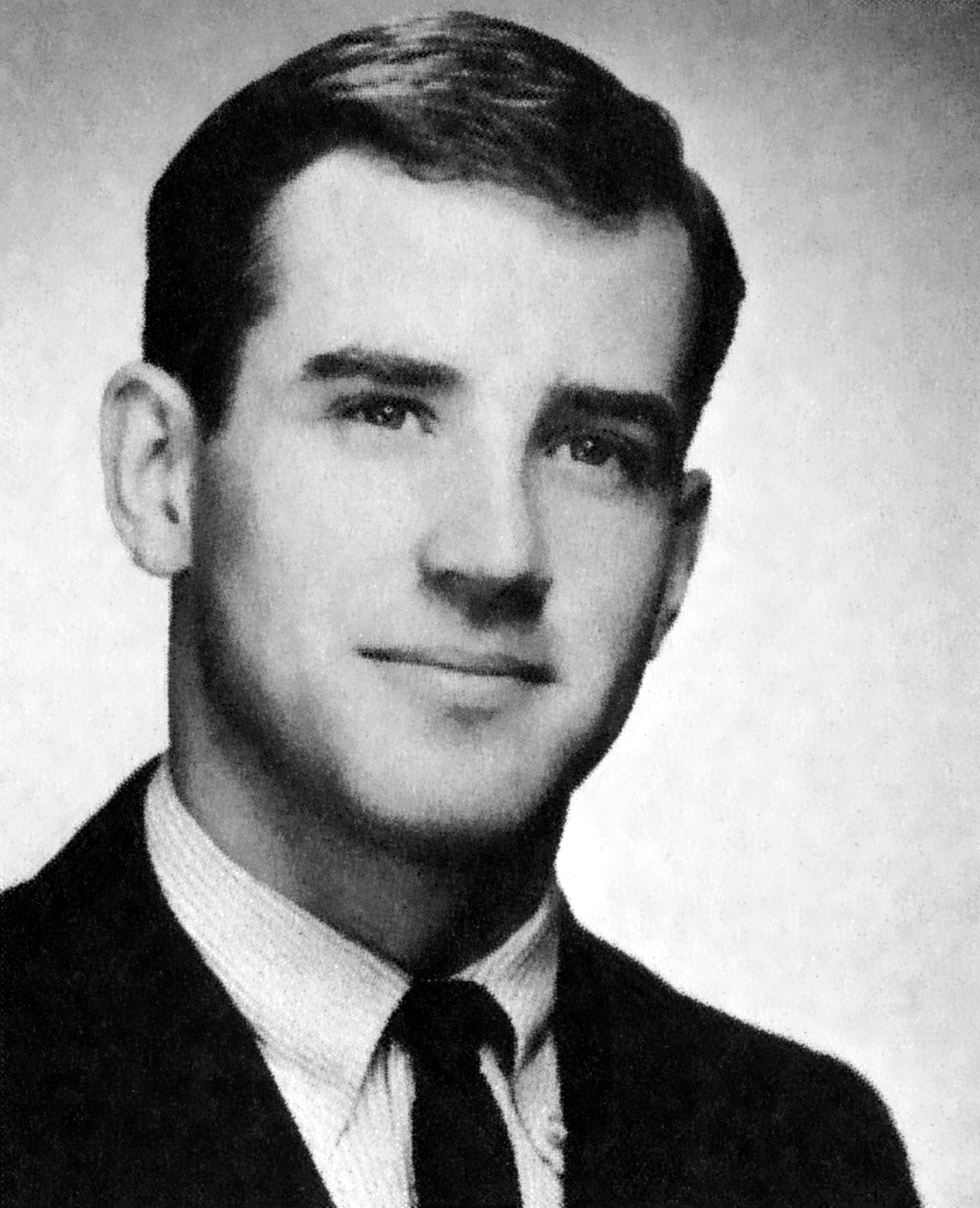
Joe Biden in 1965.

Op 27 augustus 1966 huwde Biden Neilia Hunter (1942-1972), een studente aan de Universiteit van Syracuse, hetgeen aanvankelijk tegen de zin was van de ouders van Hunter vanwege het rooms-katholieke geloof van Biden. De huwelijksplechtigheid vond plaats in een katholieke kerk in Skaneateles, New York. Samen kregen zij drie kinderen: Joseph R. 'Beau' Biden III (1969-2015), Robert Hunter Biden (geboren in 1970), en Naomi Christina 'Amy' Biden (1971-1972).
In 1968 behaalde Biden een rechtendiploma aan de Universiteit van Syracuse. In de puntenrangschikking was hij 76e op 85 studenten. Hij vervoegde de balie van Delaware in 1969. In zijn studentenperiode werd hij afgekeurd voor de militaire dienstplicht vanwege zijn astma.
In 1968 ging Biden aan de slag als assistent in het advocatenkantoor van de prominente lokale Republikeinse politicus William Prickett in Wilmington. Later zou Biden aangeven zich in deze periode ook Republikein te hebben gevoeld. Hij was het oneens met het conservatieve beleid van de toenmalige Democratische gouverneur van Delaware Charles L. Terry jr. Hij steunde dan ook de gematigde Republikein Russell W. Peterson, die Terry wist te verslaan bij de gouverneursverkiezingen van 1968. Biden werd door Republikeinen aangezocht om zich als Republikein te registreren maar registreerde zich als onafhankelijke omdat hij geen voorstander was van de toenmalige Republikeinse kandidaat voor het presidentschap Richard Nixon.
In 1969 ging hij als advocaat aan de slag in een advocatenkantoor geleid door een lokaal Democratisch politicus die probeerde de lokale Democratische partij te vernieuwen. Biden registreerde zich in die periode ook als Democraat. Later startte hij met een confrater een eigen advocatenkantoor op, al combineerde hij dit met een inkomen uit het beheren van eigendommen. Later dat jaar werd Biden verkozen als raadslid in het overwegend Republikeinsgezinde New Castle County. Hij combineerde zijn mandaat met zijn juridische activiteiten tot 1972. Hij was in deze periode een tegenstander van de aanleg van autosnelwegen die de rust in de omgeving van Wilmington zouden verstoren.

### Senator (1972-2009)

Kaart met de resultaten van de Senaatsverkiezingen in Delaware in 1972.

In 1972 was Joe Biden de Democratische kandidaat bij de Senaatsverkiezingen in Delaware. Hij was de enige Democraat die de zittende Republikeinse senator J. Caleb Boggs wilde uitdagen.
Bidens campagne had weinig financiële middelen en er werden hem dan ook weinig kansen toegedicht. De campagne werd ondersteund door familieleden van Biden, die inzetten op persoonlijke gesprekken met kiezers en het ronddelen van folders. Deze campagnetechnieken waren mogelijk in Delaware gezien de kleine omvang van deze staat. Biden werd onder meer gesteund door de American Federation of Labor and Congress of Industrial Organizations. Zijn standpunten waren onder meer de terugtrekking van de Amerikaanse troepen uit Vietnam, alsook het milieu, burgerrechten, eerlijke fiscaliteit en gezondheidszorg.
Enkele maanden voor de verkiezingen liep Biden in de peilingen bijna dertig procentpunten achter op Boggs, maar zijn energie, zijn jonge leeftijd en jong gezin en zijn vermogen om in te spelen op de emotie van kiezers werkten uit in zijn voordeel. Biden werd op 7 november 1972 verkozen tot senator met 50,5 procent van de stemmen.

Enkele weken na zijn verkiezing tot senator maar nog voor zijn eedaflegging kwamen Bidens vrouw Neilia en hun eenjarig dochtertje Amy om het leven bij een auto-ongeluk in Hockessin (Delaware). Zijn zoons Beau en Hunter waren eveneens bij het ongeval betrokken maar overleefden met respectievelijk een gebroken been en een kleine schedelbreuk en zouden volledig herstellen. Biden overwoog om zijn Senaatszetel op te geven om voor zijn zoons te kunnen zorgen, maar de Democratische meerderheidsleider in de Senaat Mike Mansfield kon hem overhalen om dat niet te doen.

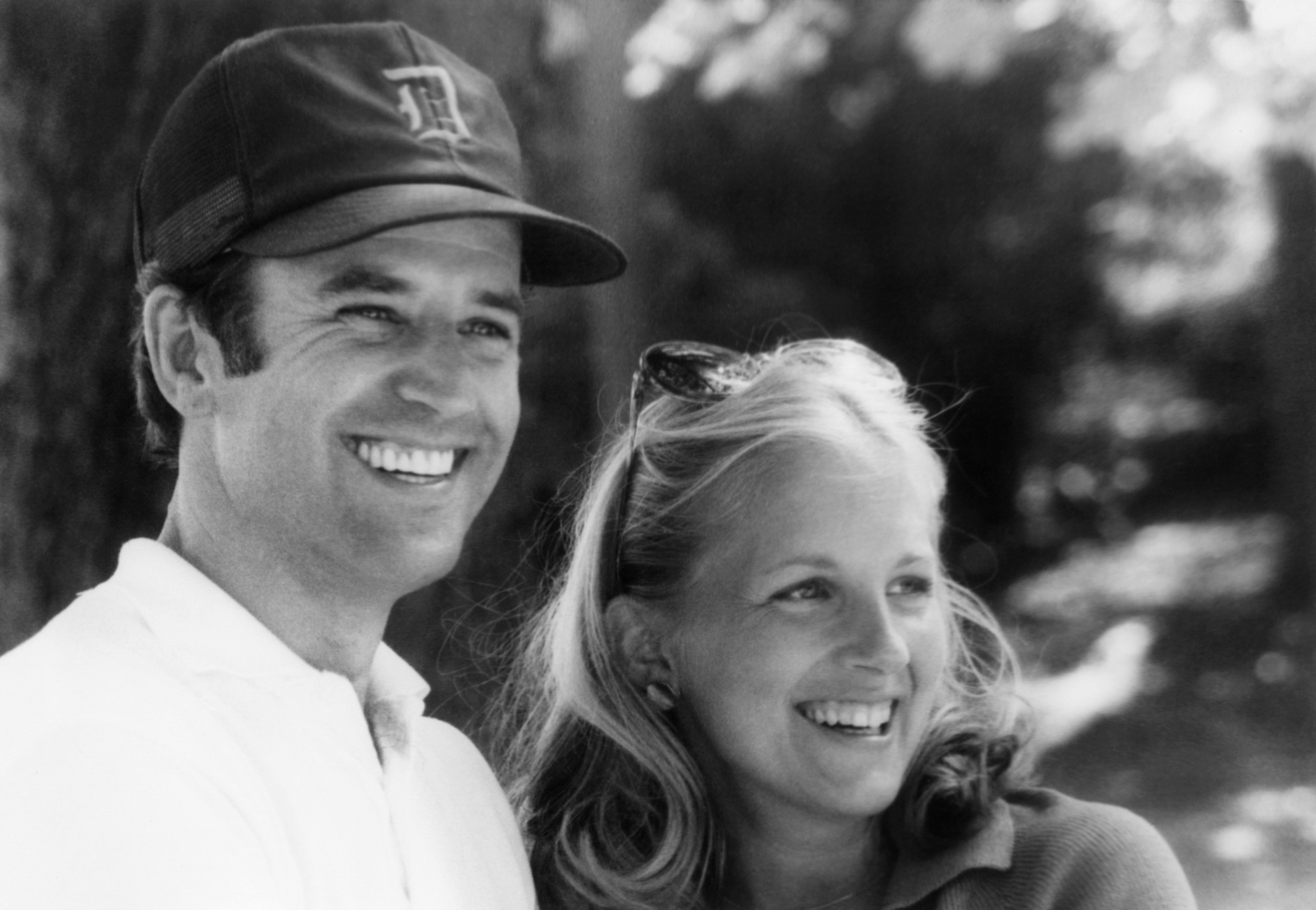
Joe en Jill Biden kort nadat zij elkaar leerden kennen in 1975. Zij huwden in 1977.

Biden werd ingezworen als senator op 5 januari 1973 door secretaris van de Senaat Francis R. Valeo in een ziekenhuis in Wilmington en niet in het Capitool in Washington D.C. vanwege de ziekenhuisopname van zijn zonen. De ceremonie werd bijgewoond door Beau, Hunter en andere familieleden. Biden was op dat moment 30 jaar oud en was daarmee de op vijf na jongste senator uit de geschiedenis van de Verenigde Staten. Om zijn zonen iedere dag te kunnen zien, reisde senator Biden dagelijks per trein tussen Delaware en Washington D.C., 90 minuten enkele reis. Hij zou deze gewoonte om dagelijks per trein te reizen aanhouden gedurende zijn volledige 36-jarige carrière in de Senaat. Dit leverde hem ook de bijnaam 'Amtrak Joe' op, een verwijzing naar spoorwegmaatschappij Amtrak. In 2011 werd het treinstation van Wilmington omgedoopt tot het Joseph R. Biden Jr. Railroad Station.
In 1975 leerde Biden zijn latere tweede vrouw kennen, de recent gescheiden lerares Jill Tracy Jacobs, tijdens een zogenaamde blind date die was georganiseerd door Bidens broer. Zij huwden in New York op 17 juni 1977. Ook Jill was rooms-katholiek. Uit hun huwelijk werd nog een dochter geboren: Ashley Blazer (geboren in 1981). De oudste zoon van Biden, Beau Biden, diende later in Irak en was minister van Justitie in Delaware. Beau overleed in 2015 aan hersenkanker, waardoor Joe Biden twee van zijn vier kinderen overleefde. Zoon Hunter werd advocaat en lobbyist.

In 1988 werd Biden zelf na een zware hoofdpijn in een ziekenhuis opgenomen, waar een hersenaneurysma werd geconstateerd. Na de operatie duurde het zeven maanden voor hij naar de Senaat kon terugkeren.

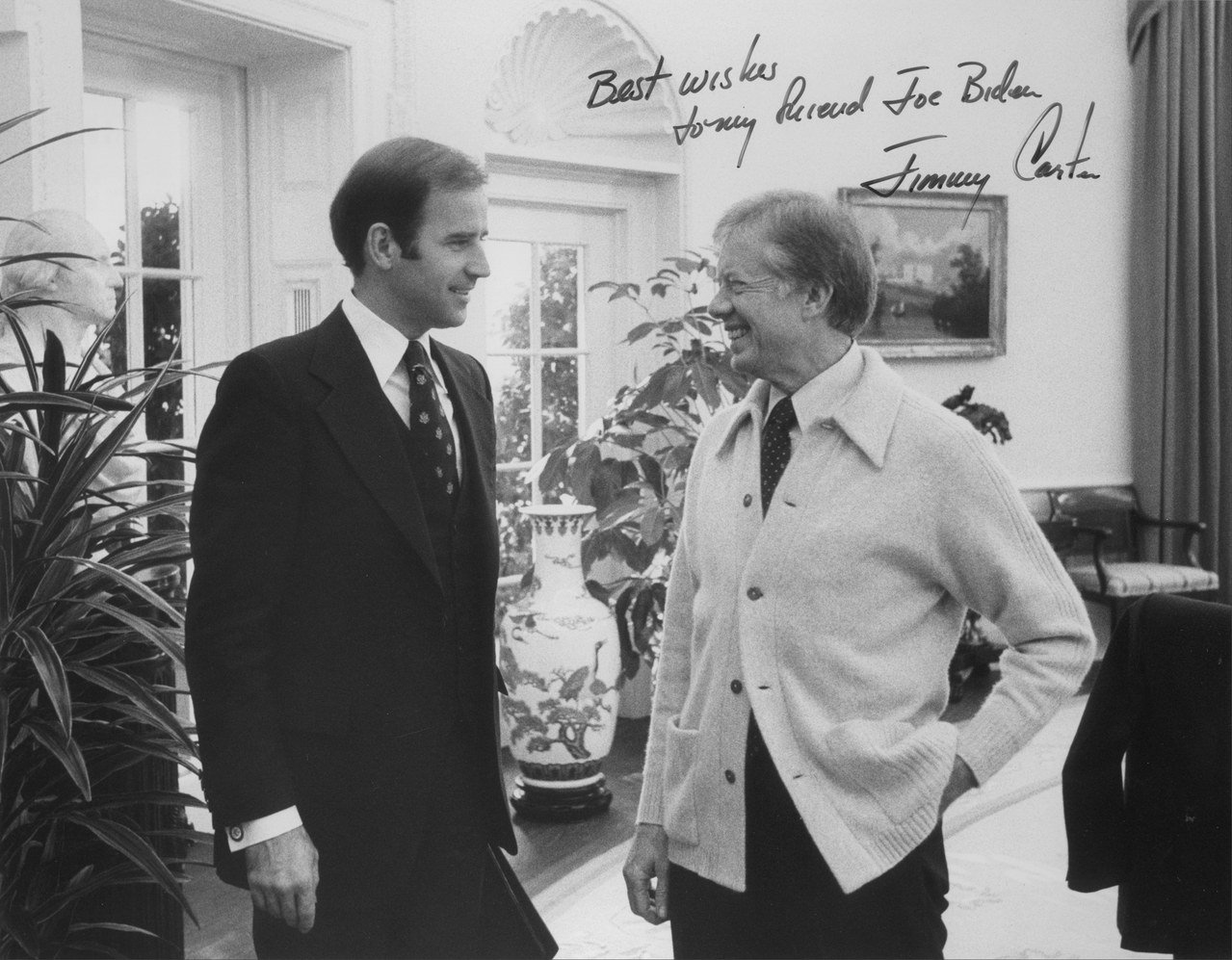
Senator Joe Biden en president Jimmy Carter in het Oval Office in 1977.

Joe Biden was kandidaat voor de Democratische nominatie bij de Amerikaanse presidentsverkiezingen 1988. Tijdens deze campagne kwam hij in opspraak toen bleek dat hij delen van een toespraak van de Britse Labour Party-leider Neil Kinnock geplagieerd had. Biden trok zich vervolgens terug uit de race, die werd gewonnen door Michael Dukakis. Die verloor op zijn beurt de verkiezingen van de Republikeinse kandidaat George H.W. Bush.

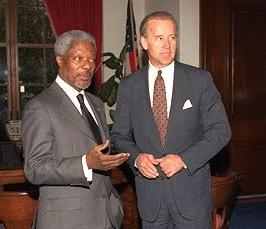
Secretaris-generaal van de VN Kofi Annan en senator Joe Biden in het Capitool op 11 maart 1998.

Biden bleef in de Senaat, waar hij in 1990, in 1996 en in 2002 werd herkozen en waar hij een aantal belangrijke rollen vervulde. Vanaf 2001 tot 2009 was hij voorzitter van de commissie voor buitenlandse zaken, nadat hij van 1987 tot 1995 al voorzitter was geweest van de commissie voor justitie.
Biden was in de Senaat bekend om zijn kritiek op het Irak-beleid van de regering-Bush. Biden werd gewaardeerd om zijn vele wetsvoorstellen en praktische alternatieven. Zijn voorstel om Irak in drie autonome regio's op te delen, een Koerdisch, een soennitisch en een sjiitisch deel, kreeg ook in Republikeinse kringen bijval. In het conflict tussen Israël en de Palestijnen en in het kader van het diplomatiek conflict met Iran verklaarde Biden dat hij "overtuigd zionist" is. In een interview in 2007 zei hij: "Ik ben een zionist. Je hoeft geen Jood te zijn om zionist te zijn". Biden beschouwt Israël als de belangrijkste bondgenoot van de Verenigde Staten in het Midden-Oosten en is een fervent voorstander van de enorme financieel-militaire steun die Washington jaarlijks aan de Joodse staat overmaakt. Biden stelt dat een militair sterk Israël van groot belang is voor de ambities van de VS in die regio. Na de aanslagen van 11 september 2001 zei Biden: "Veel Amerikanen kunnen nu proeven hoe het voor Israëlische ouders moet voelen wanneer zij hun kind naar school sturen of op de bus zetten". Later, als vicepresident onder Barack Obama, stond hij achter het standpunt van de regering-Obama. Hij waarschuwde premier Netanyahu dat hij Israël volgens de Verenigde Staten de verkeerde kant op leidde met zijn illegale nederzettingen.

### Vicepresident (2009-2017)

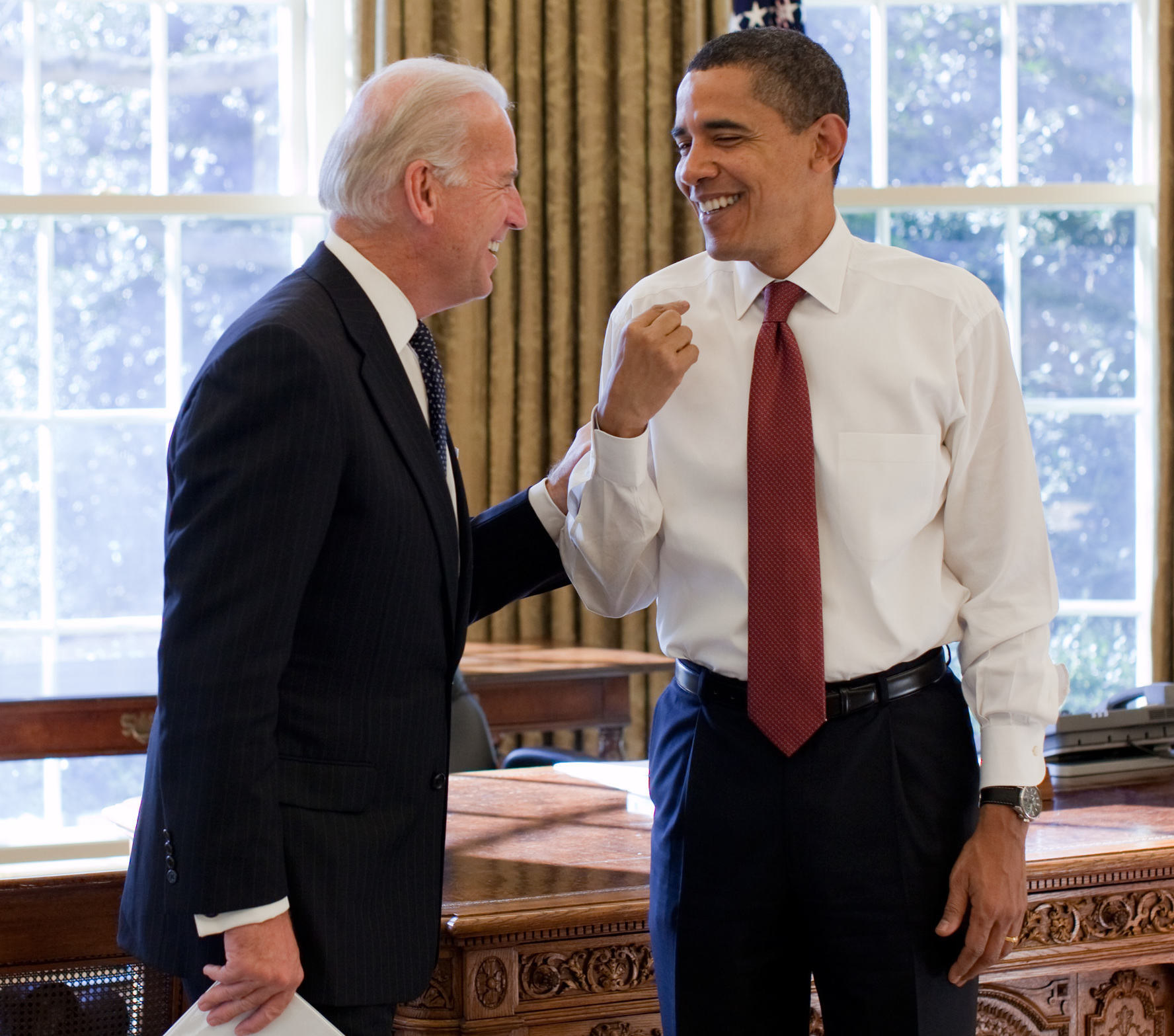
Vicepresident Joe Biden en president Barack Obama in het Oval Office op 22 januari 2009.

Biden was vanaf 1 februari 2007 een van de kandidaten voor de Democratische nominatie bij de Amerikaanse presidentsverkiezingen van 2008. Hij stapte uit de race na minder dan 1% van de stemmen gehaald te hebben in de Iowa caucus op 3 januari 2008.
Op 23 augustus 2008 maakte presidentskandidaat Barack Obama bekend dat hij Biden had gekozen als running mate. Biden bracht veel ervaring op het gebied van buitenlands beleid mee, iets wat Obama zou missen. Bij de presidentsverkiezingen op 4 november 2008 werd Biden tot vicepresident gekozen. Hoewel de Verenigde Staten met John F. Kennedy al een katholieke president hadden gehad, was Biden de eerste katholieke vicepresident in de Amerikaanse geschiedenis.
Biden werd tevens herkozen als senator uit Delaware. Aangezien een president of vicepresident van de Verenigde Staten geen andere functies mag bekleden volgens de Amerikaanse grondwet trok hij zich voor zijn installering op 20 januari 2009 terug uit de Senaat. De Democratische gouverneur van Delaware, Ruth Ann Minner, benoemde Ted Kaufman, jarenlang de assistent van Biden, tot zijn plaatsvervanger in de Senaat.
Hij overwoog ook om zich kandidaat te stellen voor de Amerikaanse presidentsverkiezingen van 2016 maar besloot uiteindelijk in oktober 2015 om dit niet te doen. Zelf schreef hij die keuze toe aan de recente dood van zijn zoon Beau, die het voor hem onmogelijk zou hebben gemaakt zich tijdig en met alle aandacht te richten op een kandidatuur.

### Presidentskandidaat (2020)
Biden kondigde in april 2019 zijn kandidatuur aan voor de Amerikaanse presidentsverkiezingen van 2020 en kwam in vroege peilingen al snel bovendrijven als favoriet, in een veld van (aanvankelijk) ruim twintig presidentskandidaten. Zijn speerpunt was, meer nog dan zijn programma, zijn overtuiging dat hij de persoonlijkheid en ervaring zou hebben om president Trump te verslaan.
Dat president Trump zelf ook Joe Biden als zijn grootste concurrent zag, bleek toen een klokkenluider uit de school klapte over een gesprek dat president Trump had gevoerd met de kersverse president van Oekraïne, Volodymyr Zelensky. Trump vroeg hem om een gunst: het - zeer van de financiële en politieke steun van de Verenigde Staten afhankelijke - Oost-Europese land moest een corruptieonderzoek instellen naar de Bidens. Trump hintte erop dat de Amerikaanse steun aan Oekraïne van zijn verzoek afhankelijk was. Mikpunt van het onderzoek was Joe Bidens tweede zoon, Hunter Biden. Hij was in 2014 aangesteld voor een zeer hoog salaris (zeker $ 50.000 per maand) als directielid bij het Oekraïense gasbedrijf Burisma, hoewel hij geen kwalificaties zou hebben voor deze functie in dat land. In dezelfde tijd manifesteert zijn vader als toenmalig vicepresident van de Verenigde Staten zich politiek ingrijpend in Oekraïne door het ontslag van een corrupte procureur-generaal af te dwingen.

Trumps heimelijke, door zijn persoonlijke advocaat Rudy Giuliani geregisseerde actie was voor de Democratische meerderheid in het Congres aanleiding een afzettingsprocedure tegen Trump in voorbereiding te nemen wegens quid pro quo. Met uitzondering van een enkele Republikein werd Trump nochtans door zijn partijgenoten verdedigd, veelal met het door hem gebruikte argument: "Waarom zo moeilijk doen? Het was een uitstekend gesprek!"

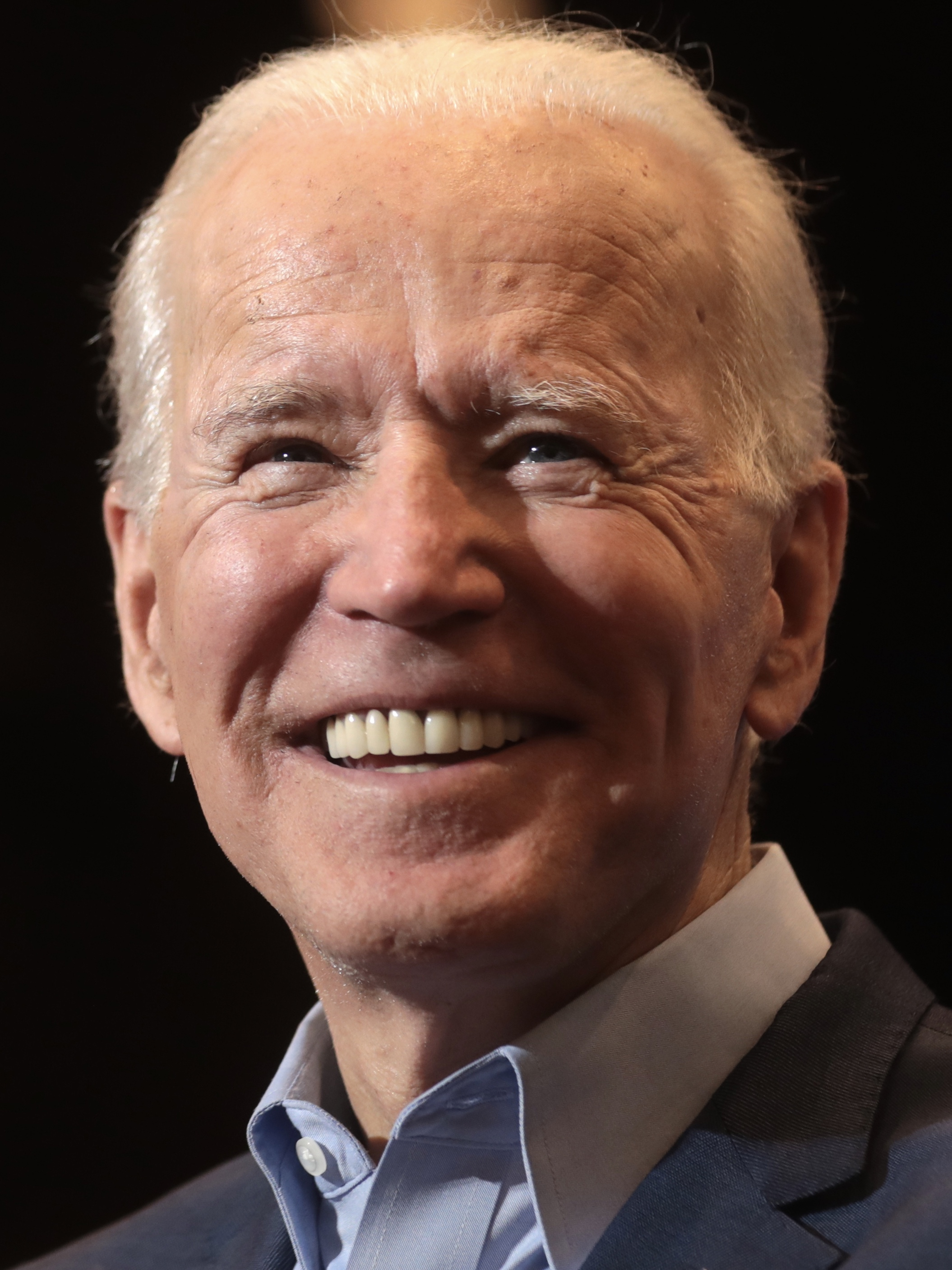
Joe Biden in februari 2020.

Van enige corruptie en/of wetsovertreding door de Bidens in Oekraïne werd geen bewijs geleverd. Niettemin werd in de impeachmentprocedure tegen president Trump in januari 2020 door de verdediging van Trump ernstig aan de kaak gesteld dat de zoon van de vicepresident miljoenen aan salaris ontving bij een als corrupt bekendstaand bedrijf in Oekraïne voor werkzaamheden waarvoor hij geen bijzondere kwalificaties bezat. Tijdens de impeachmentprocedure daalde de steun voor Bidens presidentiële campagne.
Bij de eerste voorverkiezing voor het kandidaatschap van de Democraten behaalde hij in februari 2020 een voor hem teleurstellende vierde plaats. In een poging het tij te keren bracht Bidens campagneteam een denigrerend filmpje over rivaal Pete Buttigieg uit. De voorverkiezing in de staat South Carolina wist hij op 29 februari 2020 met ruime voorsprong te winnen. Hij kreeg veel steun van de Afrikaans-Amerikaanse kiezers. Na de voorverkiezing in South Carolina trokken Pete Buttigieg en Amy Klobuchar zich als kandidaat terug en gaven zij aan de kandidatuur van Biden te gaan steunen. Op 3 maart 2020, Super Tuesday, maakte Biden een opmerkelijke electorale comeback door in tien van de veertien staten waar voorverkiezingen voor de Democratische kandidatuur plaatsvonden, de overwinning te boeken, daaronder Texas en Minnesota. Hij werd daarmee meteen 'frontrunner' in de strijd om de nominatie van de Democraten voor het presidentschap. Hij verdrong Bernie Sanders, die in de grootste staat Californië wist te winnen, van de eerste plaats. Nadat Sanders zich op 8 april 2020 als kandidaat had teruggetrokken, werd Biden favoriet voor de Democratische nominatie.
In april 2020 werd Biden tijdens de campagne door een vroegere medewerkster, Tara Reade, ervan beschuldigd dat hij haar in 1993 onbehoorlijk zou hebben betast. Biden ontkende de beschuldiging met klem. Hij gaf aan dat "wie Reade geloofde niet op hem zou moeten stemmen". De Democraten en de nieuwsmedia kregen het verwijt een dubbele standaard aan te houden in de manier waarop ze de beschuldigingen van aanranding tegen Biden en rechter Kavanaugh hebben aangepakt.
Tijdens een optreden in het radioprogramma The Breakfast Club raakte Biden in mei 2020 een gevoelige snaar vanwege de suggestie dat zwarte kiezers op grond van hun etnische achtergrond vanzelfsprekend op Democraten stemmen. Letterlijk zei hij: ‘Als jij het moeilijk vindt om uit te zoeken of je voor mij of voor Trump bent, dan ben je niet zwart’. Later verontschuldigde Biden zich voor zijn als arrogant bekritiseerde opmerking. Hij merkte op dat geen enkele kiezer moet stemmen op welke partij dan ook ‘op basis van zijn of haar raciale of religieuze achtergrond’.
Op 11 augustus maakte Biden bekend dat de Californische senator Kamala Harris zijn 'running mate' zou worden bij de presidentsverkiezingen in 2020. Aan het slot van de conventie van de Democratische Partij in Wilmington, waaraan in verband met de coronacrisis vooral digitaal kon worden deelgenomen, aanvaardde Biden later die maand de nominatie voor het presidentschap van zijn partij met een speech die gekenmerkt werd door 'hoop' en 'licht' na de 'duistere' periode voor de Verenigde Staten onder Trump.
Op 29 september 2020 vond in Cleveland, Ohio het eerste presidentiële debat tussen president Donald Trump en Joe Biden plaats. Het debat had een chaotisch verloop. Biden werd talloze malen door Trump onderbroken. Biden noemde Trump een clown en de slechtste president die de Verenigde Staten ooit had gehad. Het debat wordt gezien als een dieptepunt in de geschiedenis van de Amerikaanse democratie. Toch wist Biden zich staande te houden en toonde hij niet het door de Trump-campagne opgevoerde beeld dat hij seniel zou zijn.
De verkiezingen vonden op 3 november plaats, maar de uitslagen lieten in veel staten dagenlang op zich wachten, mede omdat veel kiezers vanwege de coronacrisis gebruik maakten van de mogelijkheid voortijdig of per brief te stemmen en het verwerken en tellen van die stemmen vaak pas na verkiezingsdag van start ging. Omdat de Democratische Partij haar achterban had aangemoedigd op die wijze hun stem uit te brengen, terwijl Trump zijn aanhang juist opriep níet per post maar op de dag zelf te stemmen, stond Trump in een aantal staten bij het doorgeven van de eerste tussenstanden nog voor. Zodra alle stemmen geteld waren, bleek Biden hem daar alsnog voorbijgestreefd te zijn. Trump greep de gang van zaken aan om van verkiezingsfraude te spreken. Nadat nieuwsmedia Biden op 7 november, vier dagen na de stembusgang, als winnaar aanwezen, werd zijn overwinning in rap tempo internationaal erkend.
Behalve door vele staatslieden werd hij ook gebeld door Paus Franciscus die de tweede rooms-katholieke Amerikaanse president(-elect) in de geschiedenis zijn felicitaties aanbood.

### President (2021-2025)

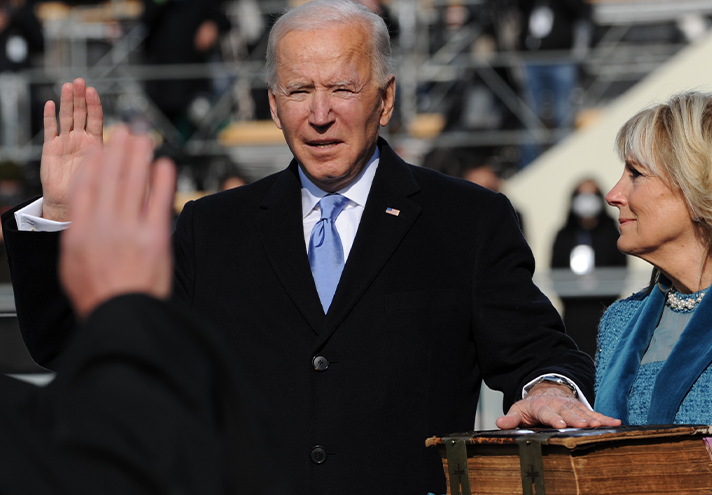
Eedaflegging van Joe Biden, 20 januari 2021.

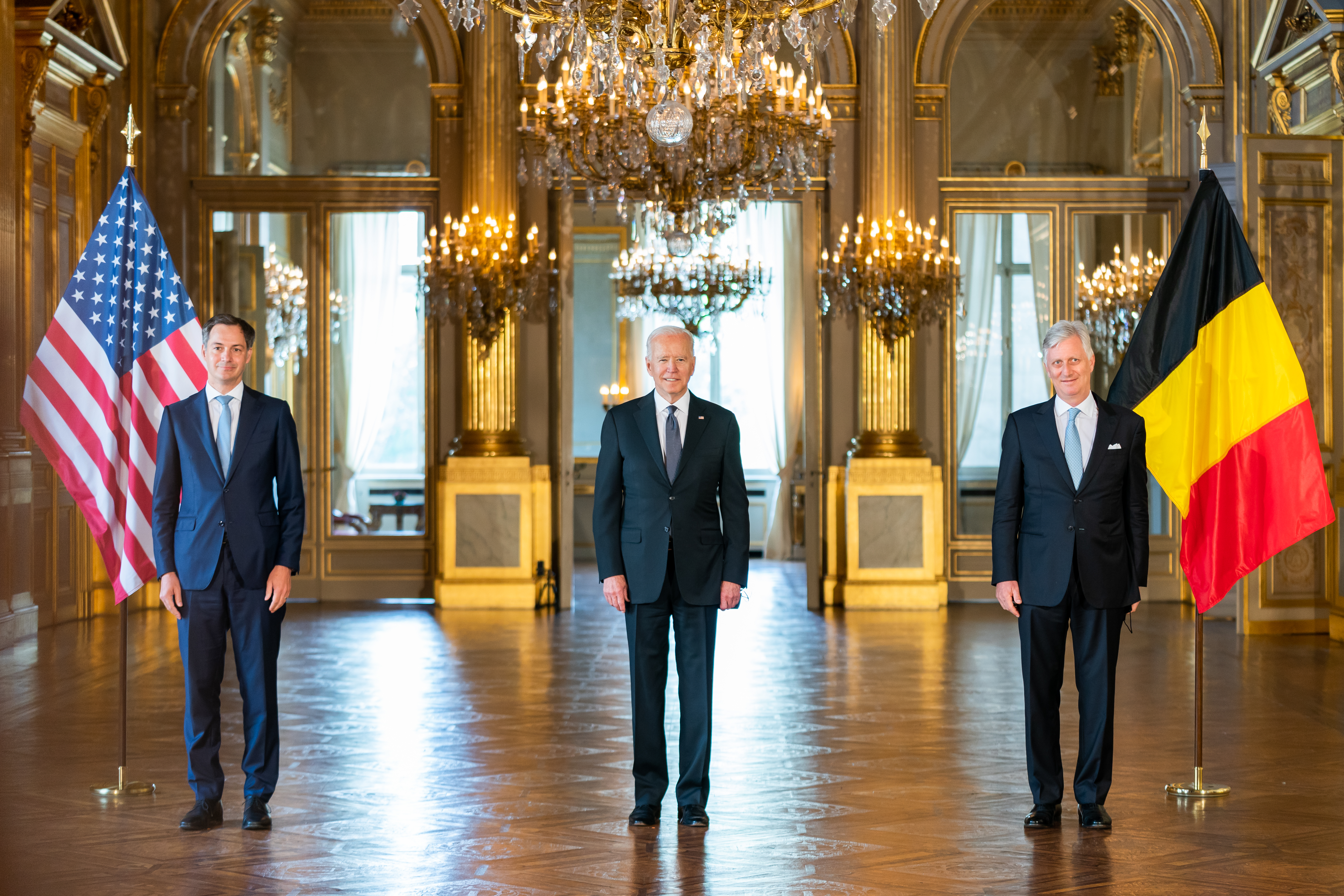
President Joe Biden met koning Filip van België en eerste minister Alexander De Croo. Brussel, Koninklijk Paleis, 15 juni 2021.

#### President-elect
Biden ging direct aan het werk als president-elect van de Verenigde Staten. Hij creëerde een COVID-19-taskforce in reactie op het, volgens hem, falende beleid van de regering-Trump in de aanpak van de pandemie. Hij benoemde op 11 november Ron Klain als stafchef van het Witte Huis. Hij kondigde gedurende de maanden november, december en januari de nominatie van andere belangrijke ministers en medewerkers aan. Daaronder een van zijn tegenkandidaten bij de voorverkiezingen binnen de Democratische partij, namelijk Pete Buttigieg als minister van transport. Zijn kabinet wordt, als ze allemaal bevestigd worden door de senaat, het meest diverse in de geschiedenis van de Verenigde Staten. Met een aantal primeurs, zoals de eerste openlijk homoseksuele minister, de eerste indiaanse minister en de eerste vrouw als minister van financiën.
Hij werd, zeker in het begin, enorm tegengewerkt door Trump en zijn regering die, zonder het kunnen leveren van bewijs de uitslag van de verkiezingen in twijfel bleef trekken. Op 23 november 2020 gaf de General Services Administrator Biden en zijn transitieteam dan toch de middelen die toekomen aan een president-elect. Tevens erkende de GSA Biden als de vermoedelijke winnaar van de verkiezingen.
Tijdens de overgang van 6 op 7 januari 2021 werd na een bestorming van het Capitool door aanhangers van Trump, Biden officieel uitgeroepen tot winnaar door een gezamenlijke zitting van het Huis van Afgevaardigden en de Senaat. De uiteindelijke uitslag werd rond 4 uur in de ochtend plaatselijke tijd door vicepresident Mike Pence voorgelezen en bevestigd als 306 tegen 232 in het voordeel van Joe Biden.

### Kandidatuur herverkiezing
Joe Biden stelde zich aanvankelijk kandidaat voor de Amerikaanse presidentsverkiezingen van 2024, maar trok zich onder druk terug.

### Ziekte
In mei 2025 werd bij Biden prostaatkanker vastgesteld met uitzaaiingen tot in het bot.

## Overzicht deelname politieke verkiezingen
| 1970 | Raadslid New Castle County | Democraten | 10.573                                  | 55% | Lawrence T. Messick   | Republikeinen | 8.192                     | 43% |
| 1972 | Senator                    | Democraten | 116.006                                 | 50% | J. Caleb Boggs        | Republikeinen | 112.844                   | 49% |
| 1978 | Senator                    | Democraten | 93.930                                  | 58% | James H. Baxter jr.   | Republikeinen | 66.479                    | 41% |
| 1984 | Senator                    | Democraten | 147.831                                 | 60% | John M. Burris        | Republikeinen | 98.101                    | 40% |
| 1990 | Senator                    | Democraten | 112.918                                 | 63% | M. Jane Brady         | Republikeinen | 64.554                    | 36% |
| 1996 | Senator                    | Democraten | 165.465                                 | 60% | Raymond J. Clatworthy | Republikeinen | 105.088                   | 38% |
| 2002 | Senator                    | Democraten | 135.253                                 | 58% | Raymond J. Clatworthy | Republikeinen | 94.793                    | 41% |
| 2008 | Senator                    | Democraten | 257.484                                 | 65% | Christine O'Donnell   | Republikeinen | 140.584                   | 35% |
| 2008 | Vicepresident              | Democraten | 69.498.516 365 kiesmannen (270 vereist) | 53% | Sarah Palin           | Republikeinen | 59.948.323 173 kiesmannen | 46% |
| 2012 | Vicepresident              | Democraten | 65.915.795 332 kiesmannen (270 vereist) | 51% | Paul Ryan             | Republikeinen | 60.933.504 206 kiesmannen | 47% |
| 2020 | President                  | Democraten | 81.268.924 306 kiesmannen (270 vereist) | 51% | Donald Trump          | Republikeinen | 74.216.154 232 kiesmannen | 47% |